# ソーグ
ソーグ （Saugues、オック語:Saug）は、フランス、オーヴェルニュ＝ローヌ＝アルプ地域圏、オート＝ロワール県のコミューン。

## 地理

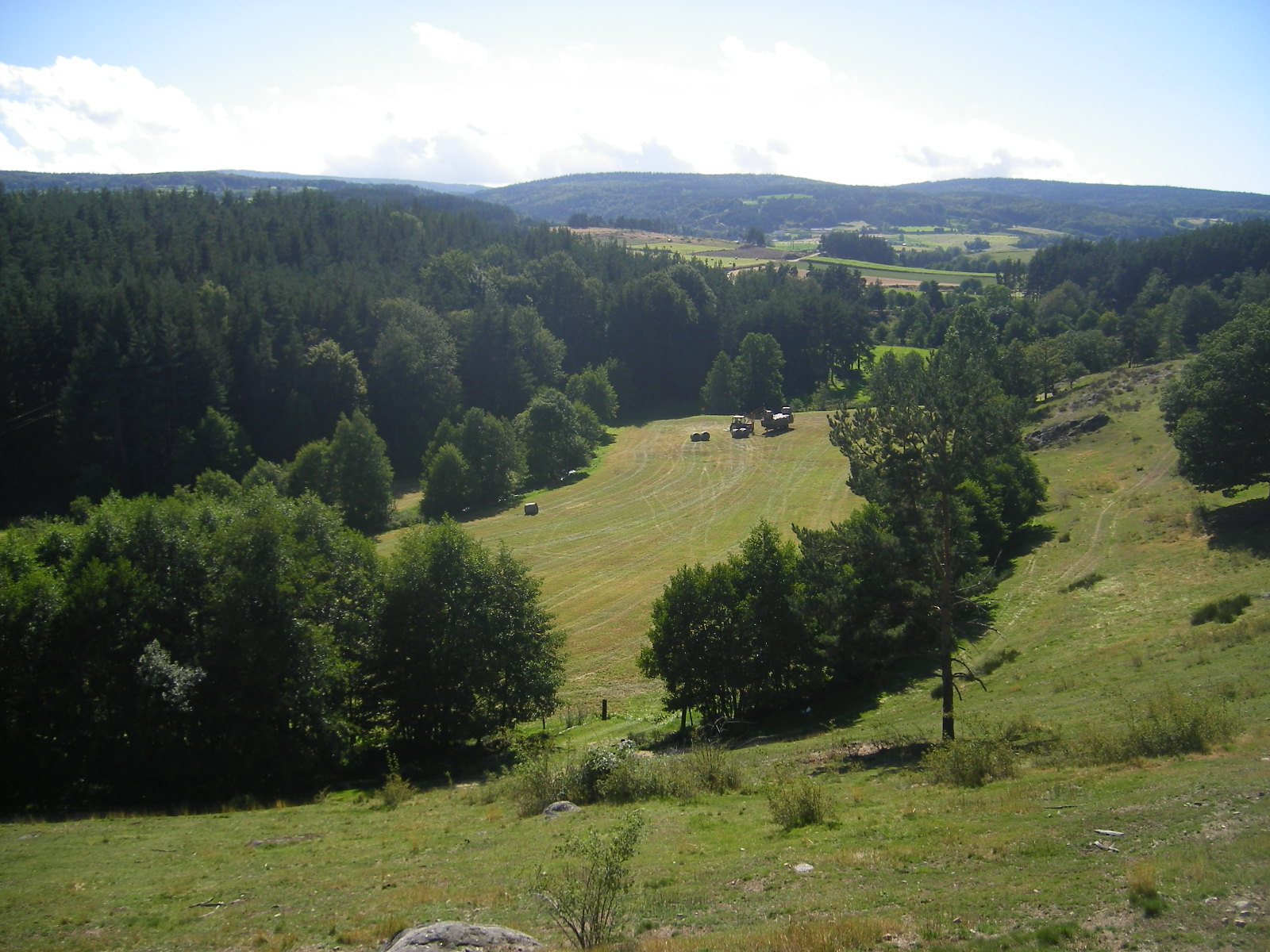
ソーグ東部の農地

マルジュリド山地の中にあり、カンタル県およびロゼール県と接している。シャナレイユに水源のあるスジュ川はソーグを流れ、プラードにてアリエ川と合流する。ソーグはル・ピュイ＝アン＝ヴレの西約45kmのところにある。

## 歴史
かつてジェヴォーダン地方の軍事の要所であったソーグは、マンド司教およびメルクール領主の宗主権の下で12世紀以降発展した。ソーグの町は絶え間なく刷新されていき、中世の要塞の痕跡は消えてしまっている。唯一残るのは13世紀に建てられた印象的な塔である。歴史的な旧市街は1788年の火事で破壊された。
1362年初め、町はタール・ヴェニュ（fr:Tard Venus、『戦の後難』を意味する。元傭兵らによる野盗の群れ）のペラン・ボワスによって占拠された。1362年3月25日、エンリケ・デ・トラスタマラ率いるカスティーリャ軍によって解放された。
ソーグ近郊と周辺の山々は、フランス革命前夜にジェヴォーダンの獣による被害が起きた地方だが、記憶は失われている。

### 巡礼路
ソーグはサンティアゴ・デ・コンポステーラの巡礼路の一つ、ポディエンシス街道が通る。ソーグは、オーヴェルニュを通過してきた巡礼者たちが落ち合う場所だった。実際、ブリウドからやってきた巡礼者たちはル・ピュイを避けアリエ川谷沿いを通ってきた。
2007年以降、毎年8月に数日間で約1万人を集めるケルト祭りが開かれている。

## 消防士
ソーグのレスキュー・センターには約27人のボランティア消防士、住民に救済をもたらすための6台の車両がある。ソーグのレスキュー・センターは年間250回の出動があり、これは2日に1度の回数である。出動の約80%は救急救命、18%が火事、残り2%は雑事である。

## 人口統計
| 1962年 | 1968年 | 1975年 | 1982年 | 1990年 | 1999年 | 2006年 | 2012年 |
| ------ | ------ | ------ | ------ | ------ | ------ | ------ | ------ |
| 2640   | 2493   | 2371   | 2288   | 2089   | 2013   | 1917   | 1822   |

source=1999年までLdh/EHESS/Cassini、2004年以降INSEE

## 史跡
- トゥール・デ・ザングレ（イングランド人の塔） - 13世紀に建てられた四角い塔。イングランド人パルチザンを取り除くために建てられたため、この名前が付けられている。
- ジェヴォーダンの獣博物館
- サン・メダール教会 - 基礎は16世紀のものだが、19世紀にも改築された[要出典]。出入り口に八角形の鐘楼がある。
- サン・ジャック施療所

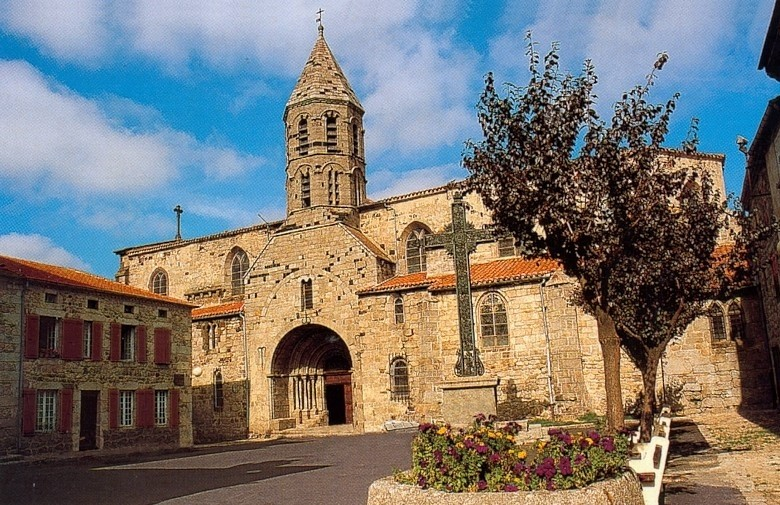
サン・メダール教会
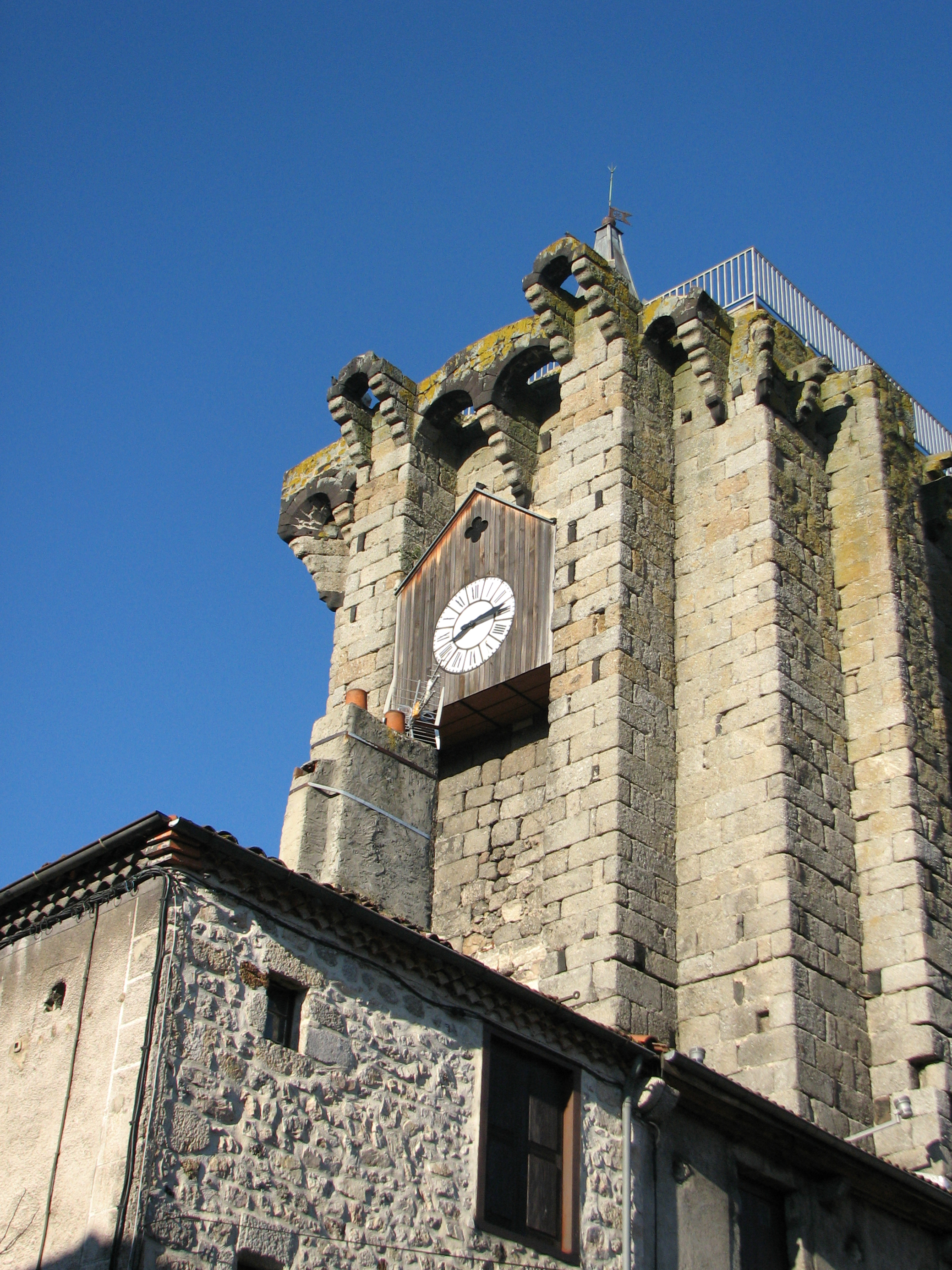
トゥール・デ・ザングレ

## 出身者
- ヨアヒム・バランデ - 地質学者、古生物学者

## 姉妹都市
- モダーヴ、ベルギー